# Abborrtjärnet (Ödeborgs socken, Dalsland)
Abborrtjärnet är en sjö i Färgelanda kommun i Dalsland och ingår i Göta älvs huvudavrinningsområde.